# Nephelobotys nephelistalis
Nephelobotys nephelistalis là một loài bướm đêm trong họ Crambidae.